# Fotografie v Izraeli

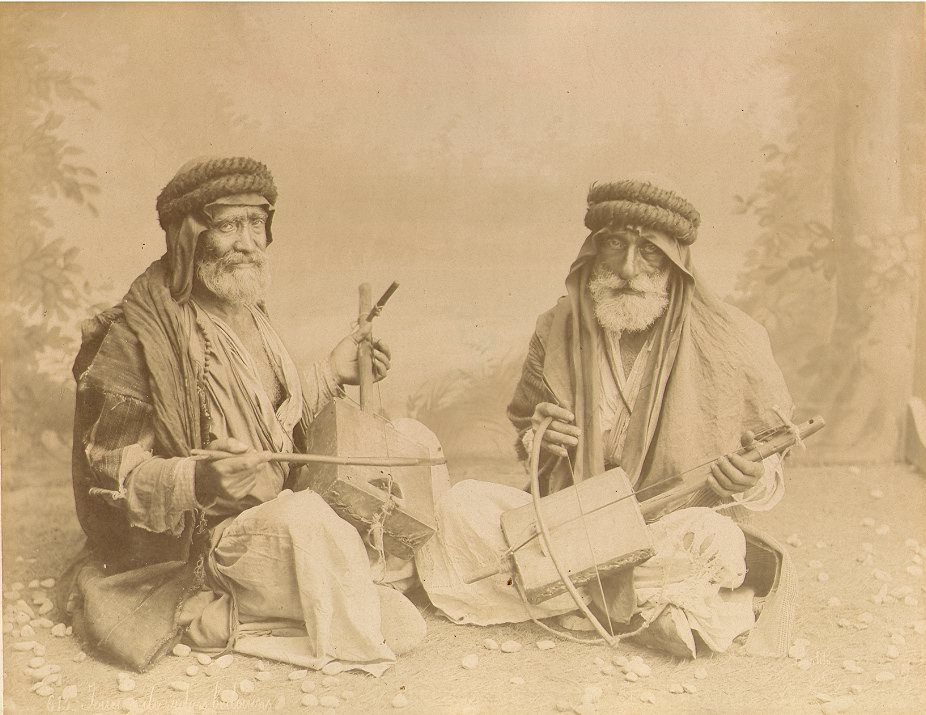
Félix Bonfils: Beduínští houslisté, 80. léta 19. století, za nimi je rozpoznatelné malované fotografické pozadí, ateliérová fotografie

Fotografie v Izraeli a v historii na území Palestiny, se objevila krátce po vynálezu v Evropě v roce 1839 a je součástí historie země. Podobně jako v ostatních státech, byl vývoj techniky, řemesla a umění fotografie mimo jiné důsledkem změny technologie, zlepšování ekonomických a politických podmínek a míry uznání fotografie jako svéprávné formy umění. Ve dvacátém století byla fotografie v Indii využívána při rekreaci, vedení záznamů, pro novinářskou a časopiseckou žurnalistiku, politickou propagandu a výtvarné umění. Fotografie se v Izraeli vyvíjela za spoluúčasti a zájmu od počátků tohoto umění ve světě fotografie až do dnešních dní.
Fotografie v Izraeli je součástí vizuálního výtvarného umění, které označuje umění vytvořené v oblasti Izrael / Palestina od konce 19. století do současnosti, nebo umění vytvořené izraelskými umělci. Výtvarné umění v Izraeli zahrnuje širokou škálu technik, stylů a témat odrážejících dialog s židovským uměním v průběhu věků a pokusy formulovat národní identitu.

## Historie
Velké množství uměleckých děl vytvořili evropští umělci, především křesťanští malíři, kteří přišli dokumentovat místa a krajinu Svaté země. Motiv těchto prací byl orientalistický a náboženský a zaměřil se na dokumentaci – nejprve obrazu a později fotografie – svatých míst a způsobu života v Orientu a na prezentaci exotických lidí. Fotografie Svaté země, které také sloužily jako základ pro malby, se zaměřily na dokumentaci struktur a lidí za plného denního světla, a to z důvodu tehdejších technických omezení fotografie. Proto je ve fotografiích prokázán etnografický přístup, který představuje statický a stereotypní obraz zobrazených postav. Na fotografiích francouzského fotografa Felixe Bonfilse, jako například na jeho významných fotografiích Svaté země v posledních desetiletích 19. století, je dokonce vidět umělé pouštní pozadí, před nímž jsou jeho postavy komponovány. Na konci 19. a na počátku 20. století se začali objevovat místní fotografové, z nichž nejdůležitější je Khalil Raad, který se zaměřil na etnografický popis reality Svaté země, z velké části koloniální. Kromě toho zde byli další fotografové, z nichž mnozí byli Arméni, kteří pracovali jako komerční fotografové v Izraelské zemi a sousedních zemích.
Od počátku 20. století vykazovalo výtvarné umění v Izraeli kreativní orientaci ovlivněnou jak západem, východem, tak i samotnou zemí, jejím vývojem, charakterem měst a stylistickými trendy vycházejícími z uměleckých center v cizině. V malířství, sochařství, fotografii a dalších uměleckých formách byla protagonistou rozmanitá krajina: kopcovité terasy a hřebeny vytvářejí zvláštní dynamiku linie a tvaru; podhůří Negevu, převládající šedozelená vegetace a jasné světelné světlo mělo za následek výrazné barevné efekty; moře a písek ovlivňují povrchy. Celkově jsou místní krajiny, obavy a politika středem izraelského umění a zajišťují jeho jedinečnost.

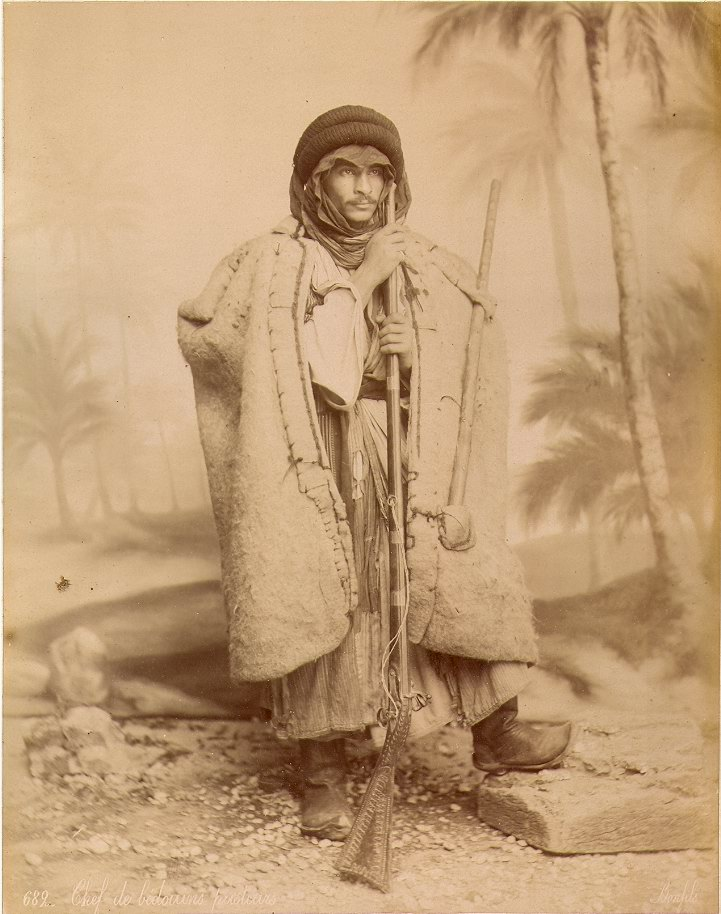
Félix Bonfils: Beduínský pastýř, 1880–1890, za ním je vidět malované fotografické pozadí

### Mezi východem a západem: 30. a 40. léta
Návrat židovských umělců z Evropy ve třicátých letech do mandátní Palestiny vedl k různým vlivům moderního umění na umění v zemi Izraele. Tyto vlivy zároveň nemotivovaly umělce k malbě a plastice k avantgardnímu a abstraktnímu umění. Dva z nejsilnějších vlivů mělo francouzské a německé umění. Gideon Efrat tvrdil, že tyto vlivy vytvořily dva různé trendy v plastickém umění. Zatímco „pařížský“ vliv byl vyjádřen „dynamickou měkkostí, která taví těžké struktury“, německé umění a „Nová věcnost“ (Neue Sachlichkeit), která s sebou přinesla statickou a vytvarovanou monumentalitu.
Nejtypičtější vliv evropské avantgardy je patrný v mezinárodních architektonických stylech v zemi Izrael, které přinesli architekti, kteří byli absolventy Bauhausu. Značný vliv francouzského realismu lze najít také v dílech skupiny umělců, kteří byli ovlivněni trendem k realismu francouzských sochařů počátku 20. století, jako jsou Auguste Rodin, Aristide Maillol a další. Toto symbolické poselství se v obsahu i formě objevuje také v dílech umělců skupiny Land of Israel, jako jsou Moses Sternschuss, Rafael Chamizer, Moshe Ziffer, Joseph Constant (Constantinovsky) a Dov Feigin, z nichž většina někdy studovala ve Francii.
Jedním sochařem, který byl ovlivněn kubismem, byl Zeev Ben Zvi, který v roce 1928, po dokončení studií na Bezcale, odešel studovat do Francie. Po svém návratu působil krátce jako učitel sochaře v Bezcale a na „Novém Becalele“. V roce 1932 měl Ben Zvi svůj první exponát v Národním muzeu starožitností „Bezalel“ a o rok později měl exponát v Tel Avivském muzeu. Namísto využití kubismu jako prostředku rozvracení uměleckého objektu využívají sochy Ben Zvi kubismus jako prostředek k zesílení pocitu monumentality obrazu. V díle umělců jako Chana Orloff a Shalom Sebba také kubistický jazyk, v němž formovali svá díla, nevedl k tomu, aby opustili realismus a hranice tradičního zastoupení. Například ve svém známém díle „The Fleece“ (1947) použil Sebba kubistický jazyk k zesílení monumentality svých obrazů, přičemž využil pozorovacích úhlů inspirovaných fotografií.
Ještě výraznější avantgardní trendy se začaly objevovat v díle židovských fotografů, z nichž většina byla ovlivněna německou avantgardou a expresionisty 20. a 30. let. Fotografie v izraelské zemi se vyvíjely pod vedením a sionistickým zřízením pod záštitou skupin, jako je Židovský národní fond, které zadávaly produkovat fotografie šířící sionistické poselství. Umělci jako Zoltan Kluger, Yaakov „Jack“ Rosner a další dokumentovali sionistický podnik a židovské osídlení, někdy využívali fotografické úhly, kompozice a pohledy, které se inspirovaly sovětským komunismem v Rusku. Jiní fotografové se snažili použít tyto techniky pro uměleckou nebo komerční fotografii.
Helmar Lerski vytvářel fotografické portréty v typickém expresionistickém stylu, vyjádřené v jeho použití světla a v úhlu fotografie. V roce 1936 vytvořil Larski 175 fotografií člověka, který se pokusil obsáhnout celou svou osobnost pomocí techniky zvané „metamorfóza pomocí světla“; tato technika využívala zrcadla a dokonce ji učil v dílnách na střeše svého domu v Tel Avivu. Další umělec, Alfons Himmelreich, vytvářel reklamní fotografie, které zdůrazňovaly průmyslový komercialismus pomocí zkreslení obvyklých standardů, detailů a světla pro zdůraznění. Mezi fotografy, kteří pracovali ve více umělecké tradici, byl Richard Levy (Ereel), který vytvořil fotomontáže poloabstraktních postav; Tim (Nahum) Gidal a sestry Charlotte a Gerda Meyerovy, které se specializovaly na architektonickou fotografii.
Liselotte Grschebina
Intenzifikace izraelsko-palestinského sporu ovlivnila díla arabských fotografů s rozvinutým politickým vědomím, jako jsou Ali Zaarur, Chalil Rissas a další. Jednali samostatně nebo jako agenti různých informačních agentur a vytvářeli fotografie v publicistickém stylu. Teprve od 90. let začali vědci zkoumat tato díla jako součást historiografie a jako vizuální reprezentaci minulosti s ohledem na politické, ideologické a nacionalistické cíle.

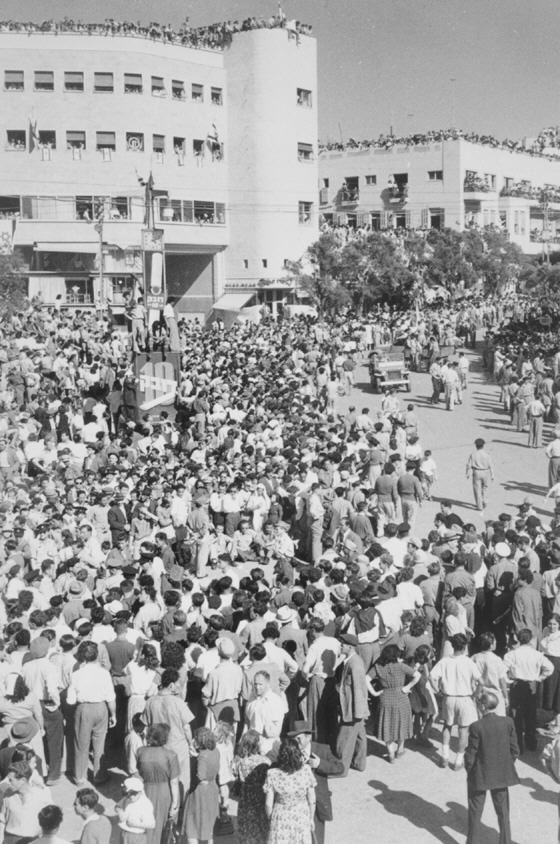
Yaakov Rosner: 30. listopadu 1947: Mugrabiho náměstí v Tel Avivu, davy oslavují oznámení dne 29. listopadu rozhodnutí Valného shromáždění OSN o ukončení britského mandátu v zemi Izrael
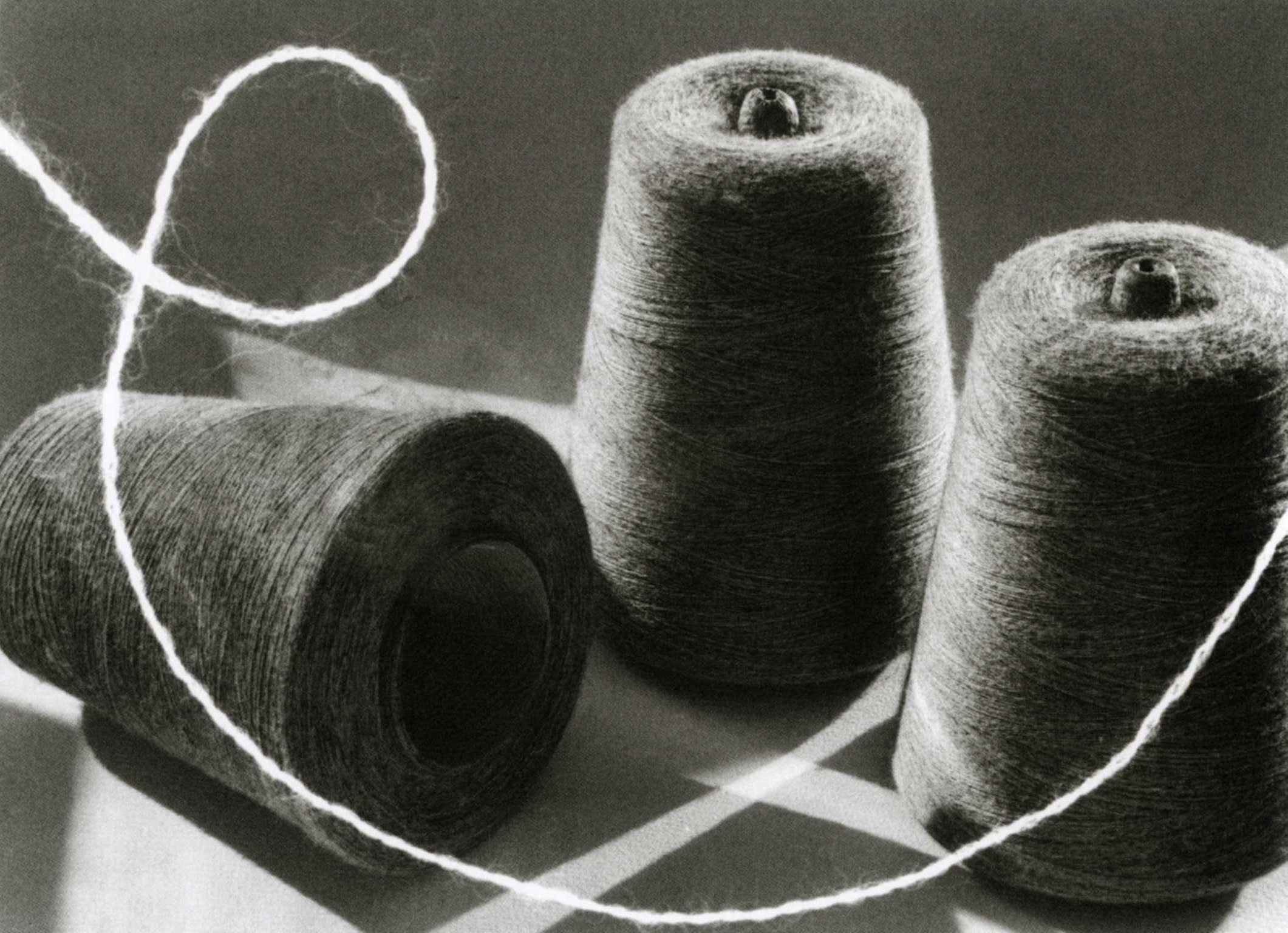
Alfons Himmelreich: reklamní fotografie
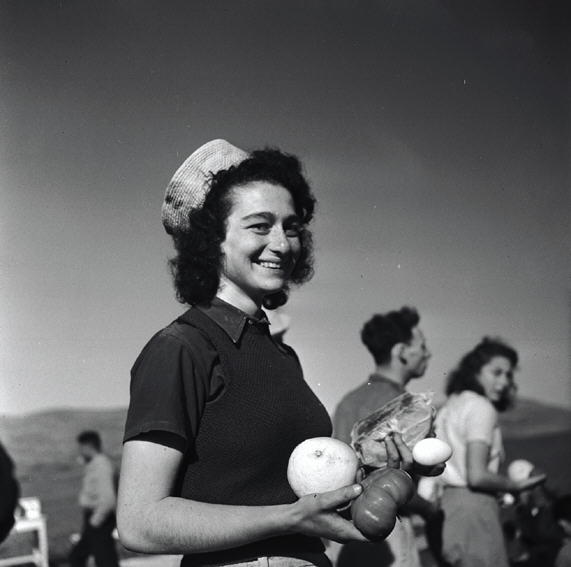
Tim (Nahum) Gidal: novinářská fotografie

### Druhá světová válka
Po vypuknutí druhé světové války došlo v Izraeli k poklesu zájmu o fotografii.

### Avantgarda: 1950–1970, osmanské a britské období
V padesátých a šedesátých letech začali izraelští umělci zkoumat idiom avantgardního proudu v Evropě a ve Spojených státech. Přistěhovalečtí umělci přinesli do Izraele trendy a vlivní izraelští umělci strávili stáže v Evropě, zejména ve Francii. Někteří z těchto umělců hledali univerzální styl, zatímco jiní se snažili vyvinout jedinečnou izraelskou avantgardu v duchu nacionalistického socialismu a sionismu.

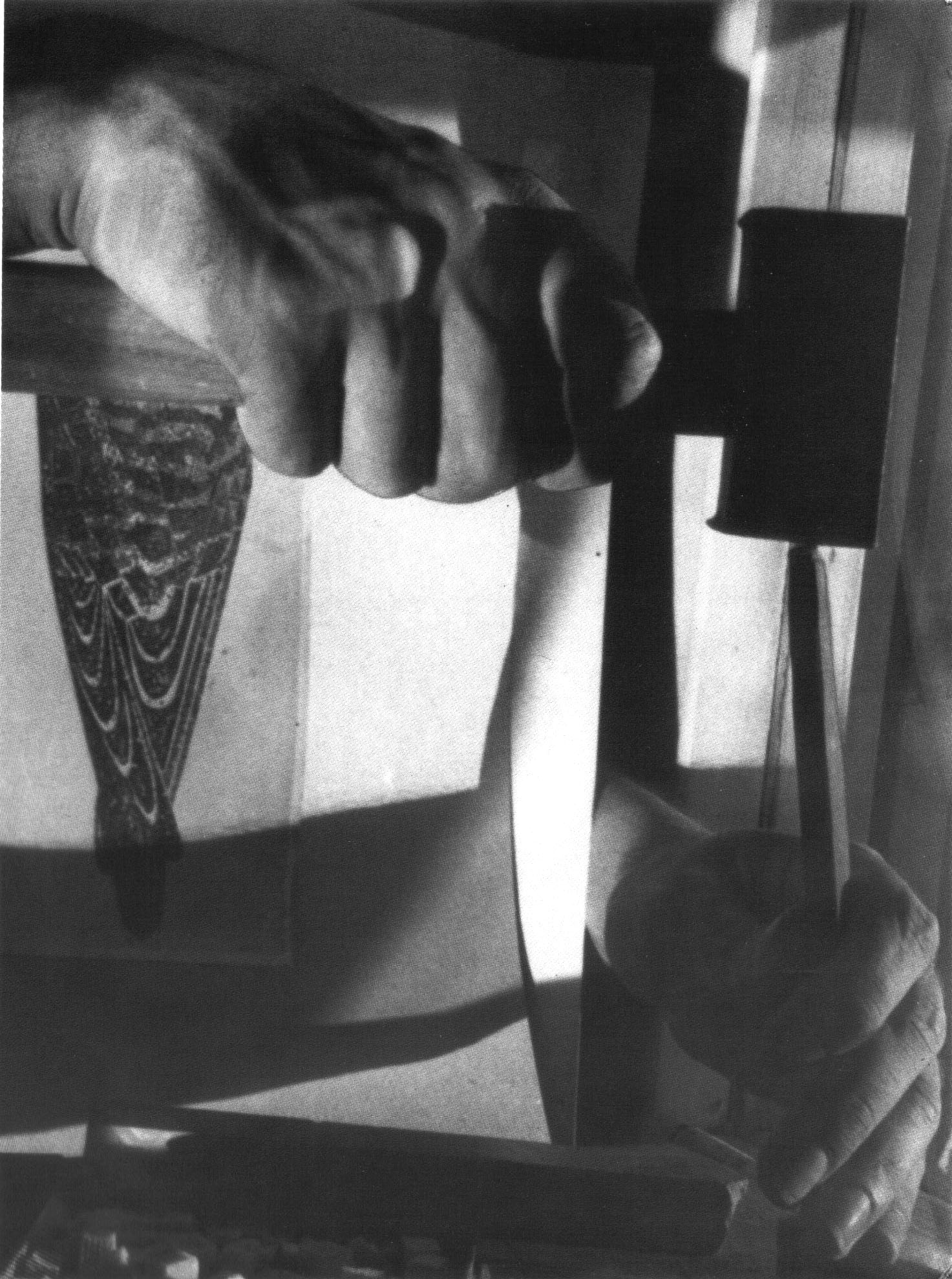
Helmar Lerski, Lidské ruce, 1933–1940

Počínaje padesátými léty 19. století začali mezi palestinskými fotografy dominovat Arméni. Ústřední postavou tohoto vývoje byl přední kněz Esayee Garabedian, který se měl stát arménským patriarchou Jeruzaléma v letech 1864–65 a který začal fotografovat v roce 1857 a založil fotografickou dílnu v klášterním komplexu svatého Jakuba. Tam založil také školu fotografie, mezi jeho studenty byl Karapet Grigorjan (1847–1920) a jeho bratr Kevork. Dalšími arménskými fotografy z 19. století z Jeruzaléma jsou J. H. Halladjian, M. Mardikian nebo Yusuf Toumaian. Po arménské genocidě se k nim přidali další fotografové, včetně Hrnata Nakashiana a Elia Kahvedjiana.
Garabed Krikorian otevřel v 70. letech 19. století fotografický ateliér na ulici Jaffa. Působil také jako učitel, jedním z jeho studentů byl Khalil Raad, známý jako „první arabský fotograf Palestiny“.
Elia Kahvedjian (1910–1999), uprchlík arménské genocidy, byl na počátku 20. století jedním z předních fotografů v Jeruzalémě.

### Místní umění mezi válkami, 1967–1982

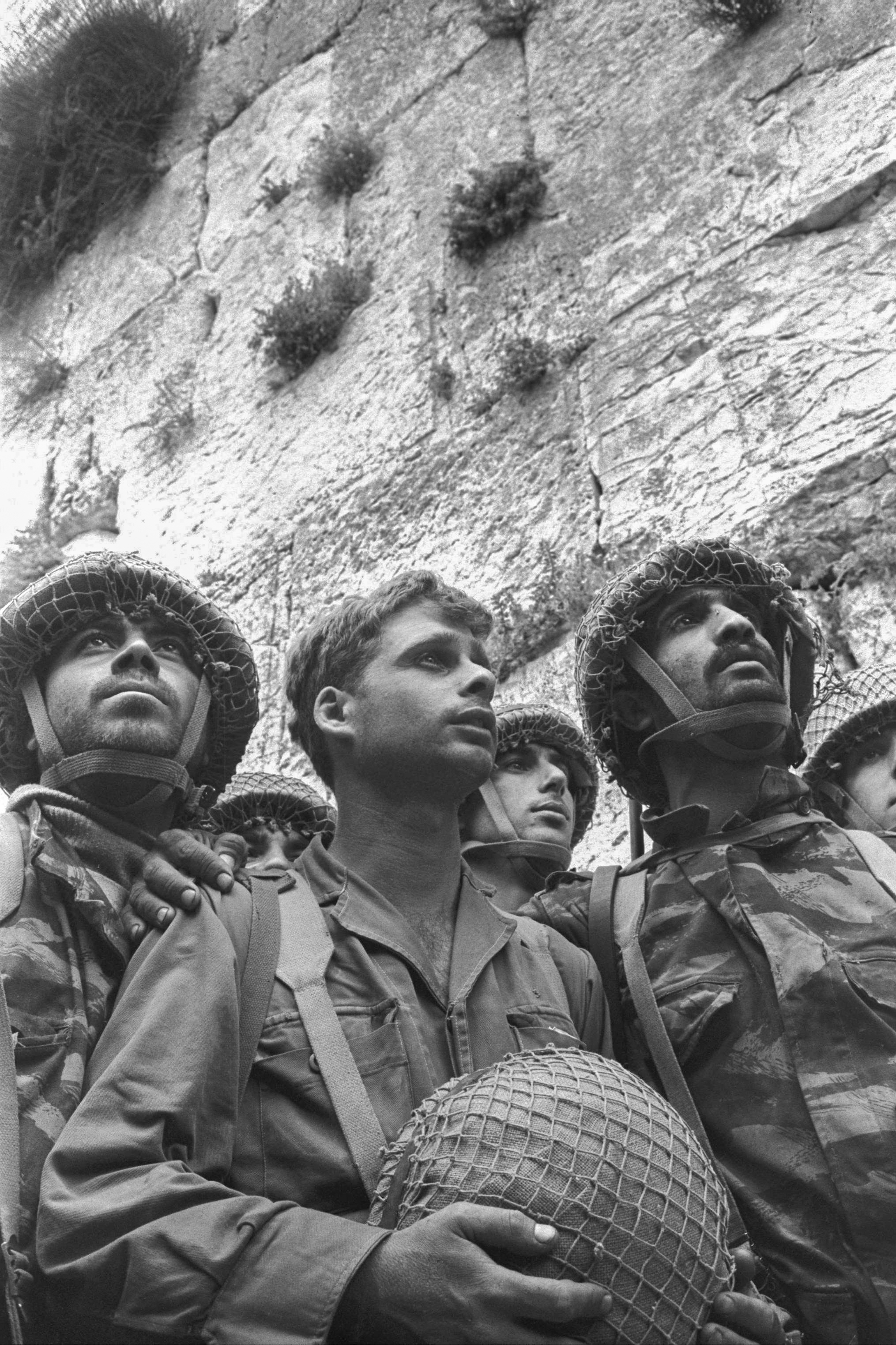
David Rubinger: Výsadkáři u Zdi nářků, 7. června 1967

Až do 70. let se tradiční izraelské umění zabývalo širokým uměleckým a osobním spektrem, ale většinou ignorovalo politické problémy. Dokonce i umělci, kteří ve svých dílech zobrazovali kulturní nebo židovský obsah, byli podle tehdejšího uměleckého zařízení považováni za anachronické.
V 60. letech se do Izraele začaly dostávat americké umělecké vlivy, zejména abstraktní expresionismus, pop-art a později i umělecká pauza konceptuálního umění. Kromě přinášení nových uměleckých forem tyto vlivy zavedly také přímý kontakt s politickými a sociálními otázkami. Události Šestidenní války a Jomkippurské války tyto vlivy zesílily a vedly k řadě politicky nabitých uměleckých projevů, které se staly ochrannou známkou celé generace mladších umělců. Pod vlivem amerického konceptuálního umění se u izraelských umělců dokonce vyvinula tendence zdůrazňovat rozměr umělecké tvořivosti, tj. Diskurz „ars poetica“ a to, jak jej vnímá divák umění ve společnosti. V tomto duchu byla umělecká činnost v Izraeli často považována za součást sociálně-politické reality země.
V polovině 60. let se na scéně objevila skupina „10+“. Tato skupina vedená umělkyní Raffi Lavie hledala alternativu k „lyrické abstrakci“ skupiny New Horizons. Nejdůležitější inovace této školy byly dovoz pop-artu a avantgardního umění do Izraele, vývoj nepolikovaného stylu a kombinace fotografie, Readymade a koláže. Mezi mnoha umělci ve skupině byli Buky Schwartz, Ziona Shimshi, Pinchas Eshet, Tuvia Beeri, Uri Lifschitz a další. Jelikož skupina zjevně postrádala jasnou ideologii, zaměřila se na organizování řady exponátů v galeriích, které se snažily zdůraznit myšlenku stírání rozdílů mezi různými druhy médií v současném umění. Skupina byla navíc průkopnickou silou při zavádění videoartu do Izraele. Ačkoli se „10+“ oficiálně rozpadlo v roce 1970, členové skupiny pokračovali v jejím duchu a stylu, přičemž konečnou podobu převzali od skupiny, která se točila kolem umělecké školy „The College“ (ha-Midrashah). Estetický princip této skupiny se začal nazývat „Want of Matter“.
Teoretický základ této skupiny stanovila kurátorka Sara Breitberg-Semel na výstavě „The Want of Matter: A Quality in Israeli Art“, která se konala v březnu 1986 v Tel Avivském muzeu. Kořeny tohoto stylu lze podle ní najít v širokém přijetí evropského a amerického umění v Izraeli, zejména pop artu, umění pauvre a konceptuálního umění. Tyto vlivy byly vyjádřeny použitím průmyslových materiálů, jako jsou překližky, průmyslové barvy, koláže a asambláže atd. Dalším prvkem, který podle Breitberg-Semela nebyl o nic méně ústřední, byl „neestetický“ přístup, jehož kořeny lze údajně nacházet v židovské tradici talmudických studií, která staví text, a nikoli formu, do středu pozornosti kultury.
Podle Breitberg-Semel „The Want of Matter“ začalo malbou skupiny „New Horizons“. Členové této skupiny vyvinuli styl, kterému se začalo říkat „lyrický abstrakt“, v jehož rámci vytvořili malíři abstrahovanou formu reality s expresionistickým podtextem. Práce jejich následovníků, Avivy Uri a Arie Arocha, používaly národní estetický model s názvem „The Want of Matter“, který ve svém umění využíval materiály, které byly kompatibilní s jejich asketickým pohledem, a kombinoval abstrakci s implikovanou ikonografií.
Vizuálně styl „Want of Matter“ destiloval své vlastnosti z těchto rozmanitých vlivů a upřednostňoval malbu před trojrozměrným sochařstvím. Celkově lze tento styl shrnout tak, že se zaměřuje na použití levných materiálů identifikovaných při založení Izraele, jako jsou překližky, lepenky, fotografie koláží uspořádané jako koláže, průmyslové barvy a psaní a čmárání v díle. Použití těchto materiálů dalo záměrně skromný vzhled povrchu obrazů, což mělo dodat rozměr kritiky umělců vůči izraelské společnosti.

### Identita a tělo

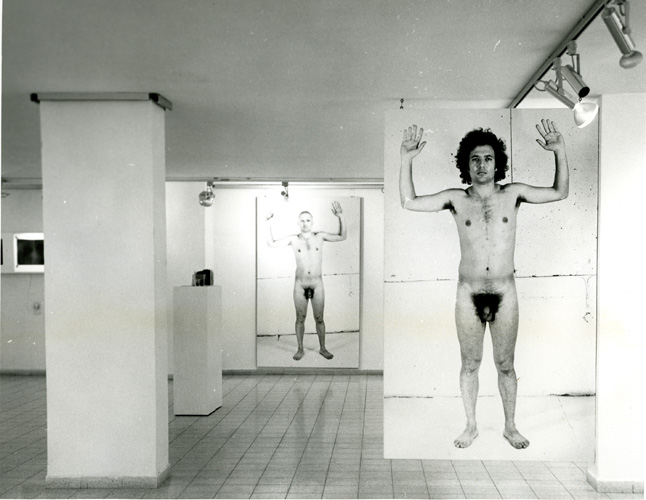
Gid'on Gechtman: Expozice (zobrazení instalace), 1975

Krajina jako prostor pro představení a vyjádření pohlaví, která zaujímala ústřední místo v americkém umění tohoto období, se v Izraeli nikdy neuchytila jako ve Spojených státech. Ilana Tannenbaum tvrdila, že na rozdíl od umělců na celém světě byla díla izraelských umělců omezena v jejich uměleckém jazyce a měla tendenci být redukční, pokud jde o formy. V dílech mnoha izraelských umělců, jako jsou Moshe Gershuni, Tamar Getter a další, byl vztah k tělu asimilován do sociopolitického významu. Například ve svém díle „Letter to Beuys“ (1974) napsala Getterová fiktivní dopis umělci Josephu Beuysovi. Dopis obsahoval tři různé biografie a požádal Beuyse, aby jí vyrobil kabát a boty.
Ve svém díle Via Dolorosa (1973) vytvořil Motti Mizrachi, který chodil o berlích, sérii fotografií dokumentujících jeho chůzi po trase Via Dolorosa o berlích a nesoucí na zádech velký portrét. Tvorba Gid'ona Gechtmana během tohoto období se zabývala složitým vztahem mezi uměním a životem umělce a dialektikou mezi uměleckou reprezentací a skutečným životem. Na výstavě Expozice (1975) popsal Gechtman rituál holení ochlupení na těle při přípravě na operaci srdce, kterou podstoupil, a použil fotografickou dokumentaci, jako jsou dopisy lékařů a rentgenové snímky, které ukazovaly umělou srdeční chlopeň implantovanou do jeho těla. V dalších dílech, jako jsou Kartáče (1974–1975), používá vlasy z hlavy a hlav členů rodiny a připevňuje je k různým druhům štětců, které vystavuje v dřevěných bednách, jako druh krabičky ruin (relikviář). Tyto boxy byly vytvořeny podle přísných minimalistických estetických standardů.

### Politické umění
Po Jomkipurské válce v říjnu 1973 došlo k citelnému zesílení protestů izraelského umění proti všemu, co bylo vnímáno jako izraelský militarismus nebo jeho vztah s Palestinci, jehož dominantním prostředkem byla performance.

### Osmdesátá léta
Většina umělců, kteří v 70. letech pracovali jako konceptuální umělci v různých médiích, změnila v 80. letech svůj styl a vrátila se z velké části k malířskému médiu.Tyto mezinárodní trendy se promítly do izraelského umění, které odráželo pokus podkopat hodnoty současné izraelské společnosti.
Umělecká fotografie získala v tomto období status a vynořila se z místa, které po mnoho let zaujímala, jako zanedbatelnou oblast umění. Velká část umělců se vrátila ze studia fotografie ve Spojených státech, mezi nimi Avi Ganor, Oded Yedaya, Jig'al Šem Tov, Simcha Shirman, Deganit Berestová a další. V muzeu umění Ein Harod v polovině 80. let se konalo Bienále izraelské fotografie, které poprvé představilo izraelskou fotografii v muzeu ve velkém měřítku.
V tisku také fotografie někdy získala nový aspekt, jako je inscenovaná fotografie, v dílech fotografů, jako je Micha Kirshner. Kirshner na svých portrétech používal umělecká zařízení, jako je líčení, osvětlení a kompozice, ve snaze vytvořit požadovaný efekt ve způsobu, jakým budou jeho předměty společensky vnímány. Kirshner ve svém portrétu modelu Tami Ben-Ami (1982) zdůraznil umělost veřejného obrazu modelu a rozdílu mezi tímto obrazem a soukromou osobou.

### 1990–2010

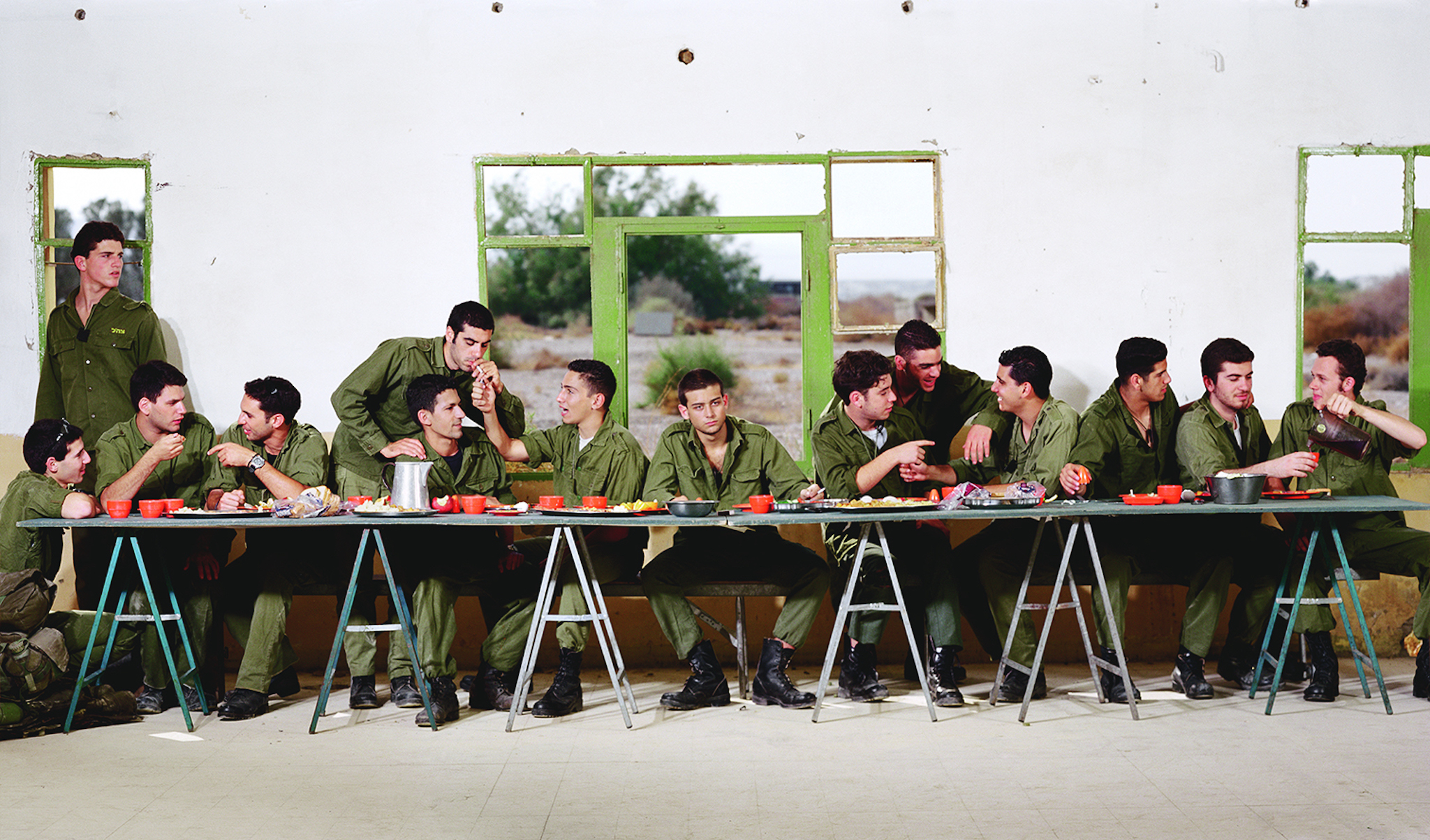
Adi Nes: Bez názvu (Poslední večeře), 1999, Izraelské muzeum, Jeruzalém

Devadesátá léta přinesla otevřenost současným trendům v mezinárodním umění. Mezi prvky, které za to odpovídají, patřil měsíčník Studio vydávaný Sara Breitberg-Semel, který izraelské veřejnosti představoval současné mezinárodní umění; otevření nových galerií, které vystavovaly aktuální izraelské umění; nárůst výstav představujících spolupráci mezi izraelskými a zahraničními umělci; a posílení periferních muzeí (například Muzeum současného umění Herzlija, které během těchto let změnily svou politiku). Tento trend se odráží v oficiálním založení projektu „Art Focus“ (1994), který aspiroval na bienále mezinárodního umění a další projekty na počátku 21. století.
V rámci mezinárodního vlivu došlo k výraznému nárůstu uměleckého a obchodního významu různých typů médií, jako je fotografie, instalace a video performance. Nové technologie, jako je editace videa online a zpracování obrazových souborů v grafických programech, usnadnily izraelským umělcům využívání těchto médií. Dalším trendem 90. let byl návrat k realistické figurální malbě. Průkopníkem tohoto trendu byl Israel Hershberg, který otevřel malířskou školu pro mladé umělce.
Fotograf Adi Nes použil fotografie izraelských vojáků, pózující v různých existenčních situacích, kombinoval je s obrazy homoerotického významu a smrti. Na fotografii Bez názvu (1999), která se stala známou jako Poslední večeře, sedí vojáci kolem stolu připomínající „Poslední večeři“ Leonarda da Vinciho.

## Současné izraelské umění

### Mezi izraelským a židovským uměním
Od zrodu izraelského umění probíhala dlouhá diskuse o úloze židovského obsahu a o tom, kde zapadá do diskurzu izraelského umění. Reakcí a částečným řešením této diskuse bylo založení Jeruzalémského bienále v roce 2013. Jeruzalémské bienále si klade za cíl vytvořit platformu pro současné umělce a kurátory, kteří se snaží prostřednictvím svých děl vypořádat s židovským obsahem a tradicemi. Moderní izraelští umělci jako Sigalit Landau, Motti Mizrachi a Maya Zack přispěli svou prací na bienále a na výstavách byla vystavena díla umělců i mimo Izrael. Čtvrté bienále se konalo v říjnu – listopadu 2019.

## Češi v Izraeli
- Rudi Weissenstein
- Jan Tichý

## Organizace, firmy a ocenění

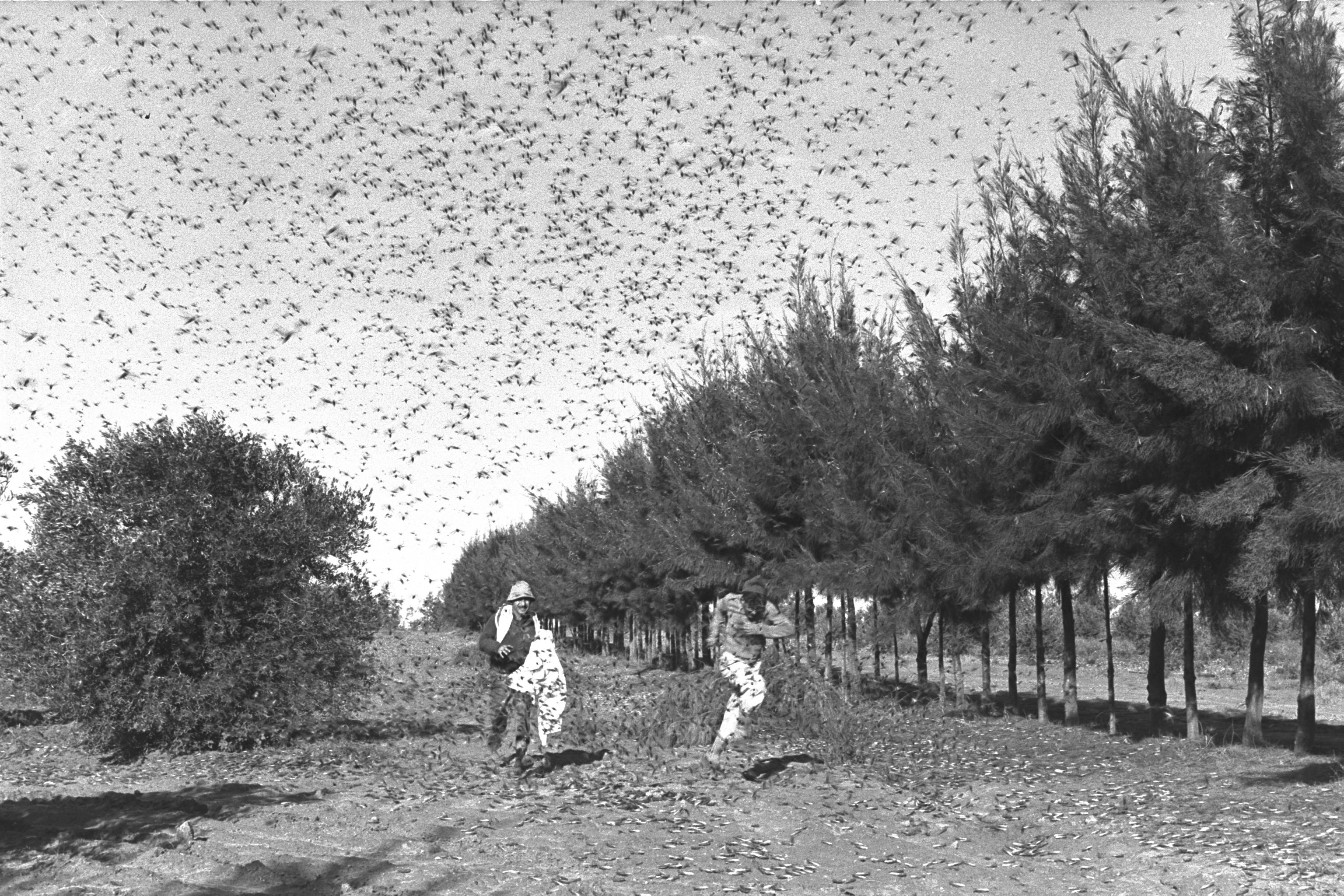
David Eldan: Zaměstnanci farmy prchají před hejnem kobylek. Archiv The National Photo Collection (Israel), 1955, součást Národní sbírky fotografií

Fotografické společnosti, organizace a instituce v Izraeli:
- Archiv Národní sbírka fotografií (Izrael)
- Archiv Fotografický archiv Židovského národního fondu, součást Židovského národního fondu
- Otevřené muzeum fotografie, Tel Hai
- Leaf (izraelská společnost) vyrábí špičkové digitální zadní stěny pro středoformátové a velkoformátové fotoaparáty
- Cena Enrique Kablina za životní projekt v oblasti fotografie
- Izraelská cena
- Národní knihovna Izraele
- Sbírka fotografií Matson Collection